# 西部悪人伝
「西部悪人伝」（せいぶあくにんでん、英題: Sabata）は、1969年製作のイタリアのマカロニ・ウェスタン映画である。

## あらすじ
西部の町ドハティに孤独な影を漂わせる男サバタがやって来た。時を同じくして、銀行強盗事件が発生、10万ドルの入った金庫が奪われてしまう。いち早く事件に気づいたサバタは直ちに悪党達を追跡。翌朝、サバタは多くの死体とともに無傷の金庫を持って戻ってきた。彼に賞金を渡した警備隊長は、強盗団の徹底捜査を宣言するが、証人達は何者かによって消されていってしまう。そんな中、サバタは犯行に使われた馬車を手に入れる。事件の首謀者であるスティンゲル男爵、オハラ判事、ファーガソンの三人は、証拠隠滅のためにサバタ暗殺に次々と刺客を差し向け、怒りを覚えたサバタは報酬の値上げを突きつけ去る、交渉は成功したかに見えたが再び殺し屋が差し向けられた。今度の殺し屋は、バンジョーだった。

## 登場人物
サバタ
流れ者、西部の町で発生した銀行強盗事件に介入し、ステンゲルを始めとする事件の首謀者たちから送り込まれる刺客たちに命を狙われるがいずれも自らの手で始末する。終盤、ステンゲルの自宅に殴り込みに来る。
バンジョー
サバタとは腐れ縁の仲、常に持ち歩いているバンジョーは一見すると普通の楽器だが、中にライフルが仕込まれており、作中では5人の敵を一瞬にして一掃する。途中、ステンゲルに雇われサバタの命を狙うが、敗北。終盤、サバタ達に加勢し大金を賭けてサバタと決闘し、サバタが銃を抜く前に射殺。その後、手に入れた大金とサバタの遺体を持って街を去る。
カリンチャ
サバタの取り巻きの一人、浮浪者で銭を恵んだサバタに取り入り、相棒のインディオと共にサバタに同行する。賭博好きだが、サバタからもらった札束を数分で失ってしまうなど、腕がいいわけではない。終盤、サバタ、インディオと共にステンゲルの自宅に殴り込みに来る。
ステンゲル
オハラ判事
事件の首謀者の一人、共犯の二人とは異なり最後まで生き残りバンジョー対サバタの決闘に立ち会った。
ファーガスン
事件の首謀者の一人
シャーキー
ファーガスンが雇った殺し屋、母親と二人暮らし。

## キャスト
| 役名               | 俳優                       | 日本語吹替                                 | 日本語吹替                          |
| 役名               | 俳優                       | TBS版                                      | ソフト版                            |
| ------------------ | -------------------------- | ------------------------------------------ | ----------------------------------- |
| サバタ             | リー・ヴァン・クリーフ     | 納谷悟朗                                   | 納谷悟朗                            |
| バンジョー         | ウィリアム・バーガー       | 服部哲治                                   | 林一夫                              |
| ステンゲル         | フランコ・レッセル         | 仁内建之                                   | 土師孝也                            |
| ジェーン           | リンダ・ヴェラス           | 小谷野美智子                               | よのひかり                          |
| カリンチャ         | ペドロ・サンチェス         | 雨森雅司                                   | 宝亀克寿                            |
| オハラ             | ジャンニ・リッツォ         | 今西正男                                   | 天田益男                            |
| ファーガスン       | アントニオ・グラドーリ     | 飯塚昭三                                   | 飯塚昭三                            |
| インディオ（ネコ） | ニック・ジョーダン         | セリフなし                                 | セリフなし                          |
| スリム             | スパルターコ・コンヴェルシ | 峰恵研                                     | 根本泰彦                            |
| 保安官             | ジョン・バーサ             | 平林尚三                                   | -                                   |
| オズワルド         | ロバート・ハンダー         | 木原正二郎                                 | 石井隆夫                            |
| 不明 その他        |                            | 国坂伸 立壁和也 古川登志夫 巴菁子 笹岡繁蔵 | 小形満 木村雅史 田中一永 定岡小百合 |
| 日本語版スタッフ   |                            |                                            |                                     |
| 演出               | 演出                       | 河村常平                                   | 久保宗一郎                          |
| 翻訳               | 翻訳                       | 佐藤一公                                   | 小池栄樹                            |
| 制作               | 制作                       | 東北新社                                   | 東北新社                            |
| 解説               | 解説                       | 荻昌弘                                     |                                     |
| 初回放送           | 初回放送                   | 1976年7月26日 『月曜ロードショー』         |                                     |

スティングレイ版と20世紀フォックス版のDVDの吹き替え音声はどちらもTBS版のものを収録しているが、内容に差異があるため記述する。
スティングレイ版
90分枠の再放送版（正味70分）から本編とは無関係のBGMが使用された部分（M違い）を間引いた60分弱の音源をベースに、カット部分約40分の追加収録を敢行しノーカット化した物を収録。納谷と飯塚が再登板したが、ほとんどが故人のため声質の近い別の声優が代役を務めた。
20世紀フォックス版
M違いの部分の権利関係が解決されたため、初回放送時の正味95分の音源を復元し収録。これによりスティングレイ版で収録されなかった当時の音声が復活したが、一方で上記の追加収録音声は未収録となったため、初回放送時からカットされていたシーンは吹替されず原語音声・日本語字幕に切り替わる。